# Покорение табынцев
Покорение табынцев (баш. Табындарҙы буйһоноу) — процесс завоевания восточнобашкирских племён табынцев и катаев и включение территории приисетского Зауралья в состав Русского государства. Вхождение в состав государства имело огромное значение в освоении новых земель.

## Предыстория
В XVI - начале XVII веков после выхода русских в Поволжье происходит массовое перемещение финно-угорского и тюркского населения на восток , на Урал и отчасти  в Зауралье. 
В 1552 году после разгрома Казанского ханства начался процесс вхождения земель Уральской Башкирии в состав Московского царства. Зауральские башкирские племена табынцев, катайцев и других кочевали по реке Исеть и её притокам, находясь в Сибирском ханстве и участвуя в набегах на Строгановские городки на Каме и Чусовой. В 1598 году были разгромлены войска Сибирского ханства в бою при Чувашевом мысу, хан Кучум был убит, а его сыновья-Али (Алей), Канай и Ишим Кучумовичи бежали к табынцам, с которыми кочевали между реками Ишим и Обаги (« людей с ними
было человек с 150, а все табынцы»). В 1601 году табынские племена ещё не были покорены и оказывали довольно сильное сопротивление малочисленным русским отрядам. Сами же Кучумовичи, лишившись военной поддержки, вследствие добровольного перехода сибирских татар под русское подданство, находили помощь со стороны других кочевых народов, в частности ногаев и откочевавших в Зауралье калмыков, и нападали на недавно построенные русские города Тобольск, Тюмень, Верхнетурьинск и другие. Остальные башкирские и татарские племена приняли присягу на верность «белому царю» и платили ежегодную дань-так называемую «ясачную подать». В свою же очередь, ногаи и калмыки, чтобы получить влияние на местное населения, старались заполучить в качестве союзников Кучумовичей, в виду их знатного происхождения (хан Кучум и его сыновья, внуки и племянники были прямыми потомками Чингисхана). К примеру, калмыцкий тайша Хо-Урлюк являлся тестем, отцом жены, царевича Ишима.

## Пленение царевича Алея и начало перехода в подданство табынских башкир
Попытки склонить кучумовичей дипломатическими переговорами на принятие русского подданства не увенчались успехом. После этих переговоров набеги царевичей возобновились. Из этого
следует, что табынцы к этому времени были с Кучумовичами, а не в составе Русского
государства. Весной-летом 1607 года напряженность отношений с царевичами переросла в острую фазу. Из Тюмени было совершено несколько крупных походов против Алея с братьями, и, несмотря на попытки сопротивления и ответные их акции против ясачного татарского населения, кочевья Кучумовичей были разгромлены, взяты в плен члены их семей, а сами царевичи были вынуждены бежать. Алей ушел к ногаям, Азим — в орду казахов, а Ишим — к калмыкам. В следующем году Алей, наследовавший ханскую власть после смерти своего отца Кучума, был взят в плен и отправлен в город Ярославль.Смерть царевича Алея в 1616 году в русском плену послужила началом перехода башкир Зауралья под русское покровительство. Доподлинно неизвестно, когда было окончено принятие башкирских племён под русское владычество, но по некоторым источникам можно сказать, что продолжалось оно вплоть до начала XVIII века. С вхождением земель приисетья в состав Русского государства началось постепенное переселение и расселение русских крестьян на вновь приобретённых землях.

## Причины медленного расселения русских
Таких причин, по словам историков-краеведов можно назвать три:
1) сопротивление местного татарского и башкирского населения, так как в русских они видели конкурентов в добыче пушнины, которой в исетских лесах было по словам современников и просто «охочих людей», «великое множество».
2) незащищённость со стороны «Великой степи» и практически не прекращающиеся набеги тюркских степняков-ногаев и калмыков, желание кочевников получить ясак и захват невольников из числа, преимущественно коренных финноугров (ханты,манси) и новоприбывших русских переселенцев, и отчасти татарского населения. Те же самые татары были причислены к разряду «служилых» и были обязаны нести караульную службу на рубежах степи в качестве вспомогательной конницы, то есть являясь теми, кто единственными мог быстро отреагировать на вторжение степняков. Пешие отряды были довольно не торопливыми и плохо организоваными и оставались таковыми на протяжении всего столетия, к примеру, «беломесные» казаки были разгромлены казахами в битве на озере Семискуль. К тому же, южно-уральские и южно-сибирские степи были чуть ли не основной ареной для разгоревшейся ногайско-калмыцкой войны.
3) причины большой труднопроходимости новых территорий на реке Исеть, трудности их хозяйственного освоения и приобретаемых болезней (вырубка лесов, осушение болот, распашка земель и тд.) К примеру можно привести то, что Шадринск был основан только через 20 лет после постройки «Шадриной заимки». В начале 40-х годов на Исети были возведены только Катайский, Барневский и Исетский остроги и хорошо укреплённый каменный Далматов монастырь.

## Окончательное покорение и хозяйственное освоение земель
В результате постепенной русской колонизации; так называемом «лояльным продвижением» татарского населения на юг, вдоль течения Тобола, и на восток в сторону рек Ишим и Иртыш, а также следовавшим за этим русским заселением приобретённых территорий удалось начать осваивать степи и лесостепи Зауралья. На землях занимаемых ранее племенем катаев был основан Катайский острог. Так же по этнохрониму этого племени была названа река Катайка Конечно же, проблемы освоения оставались одним из критериев непопулярности переселения в эту полосу, но богатства здешних лесов и рек все же привлекали наиболее смелых. В результате, к концу столетия, не смотря на вторжения из вне и внутренними неурядицами, такими как Башкирское восстание 1662—1664 годов властям удалось начать интегрировать их в экономическую и социальную структуру сначала Российского государства, а затем Российской империи. С постройкой на южных рубежах защитных линий удалось оградить эти земли от набегов степных орд, стабилизировать башкирские волнения и снизить их периодичность. Привлекательным для освоения так же делало их, то что переселяясь, крестьяне получали личную свободу, за исключением крестьян Далматова монастыря, Маслянской и Барневской слобод. Крестьяне Далматова монастыря были приписаны к разряду церковных и должны были платить оброк и барщину в монастырскую казну, отмена Петром III выполнения церковных требований, а затем их внезапный возврат Екатериной II, вызвало в 1762 году волнения среди крестьян; крестьяне же исетских Маслянской и барневской слобод, ранее бывшие «вольными хлебашцами» отныне приписывались к Уральским железоделательным заводам. Смена статуса «из вольных в зависимые» привела к открытому недовольству, вылившемуся к открытому выступлению крестьян . В результате расследований специальных комиссий зачинщики были сурово наказаны, а некоторые бежали от наказания далее в Сибирь. Последним серьёзным бедствием на этих территориях стала Крестьянская война 1773—1775 годов под предводительством Е. И. Пугачева. С разрешением разногласий и путём компромиссов эти территории постепенно к началу XIX века превращались в аграрные области страны, по уровню освоения все же уступающие другим территориям империи.